# گروه جان لینگ
گروه جان لینگ (انگلیسی: John Laing Group) شرکت ساخت‌وساز بریتانیایی است، که در سال ۱۸۴۸ تأسیس شد.
گروه جان لینگ یک سرمایه‌گذار، توسعه‌دهنده و مجری بریتانیایی پروژه‌های زیرساختی بخش عمومی با تأمین مالی خصوصی مانند جاده‌ها، راه‌آهن، بیمارستان‌ها و مدارس از طریق مشارکت عمومی-خصوصی و طرح ابتکاری تأمین مالی خصوصی است. بخشی از سهام این شرکت در بورس لندن معامله می‌شد و قبل از خرید توسط کوهلبرگ کراویس رابرتس، یکی از اجزای شاخص فوتسی ۲۵۰ بود.
ریشه‌های این شرکت به سال ۱۸۴۸ برمی‌گردد، زمانی که جیمز لینگ و همسرش آن گراهام قبل از نقل مکان به کارلایل، در کامبرلند سرمایه‌گذاری در زمینه ساخت و ساز خانه را آغاز کردند. پسر جیمز، جان لینگ، شرکت را به دست گرفت و قراردادهای بزرگ‌تری را در منطقه دنبال کرد. تا سال ۱۹۲۰، جان ویلیام لینگ مسئولیت را به عهده گرفت و به گسترش کسب و کار ادامه داد. این شرکت در سال ۱۹۲۰ به یک شرکت با مسئولیت محدود تبدیل شد و دو سال بعد دفتر مرکزی خود را در میل هیل، لندن تأسیس کرد. فعالیت‌های آن در طول و پس از جنگ جهانی دوم، به ویژه در تلاش‌های بازسازی، باعث افزایش شهرت شرکت شد. در ژانویه ۱۹۵۳، شرکت جان لینگ و پسران در بورس اوراق بهادار لندن ثبت شد، که در آن زمان این شرکت تقریباً ۱۰ هزار کارمند داشت. ویلیام کربی لینگ و جان موریس لینگ، که در سال ۱۹۵۰ به این شرکت پیوسته بودند، در سال ۱۹۵۷ به‌طور مشترک مدیریت آن را بر عهده گرفتند.
در نیمه دوم قرن بیستم، این شرکت به ساخت جاده و ساخت نیروگاه‌های برق متعدد و همچنین ادامه ساخت خانه روی آورد. در سال ۱۹۸۵، مارتین لینگ رئیس هیئت مدیره شد و تنوع بیشتری را دنبال کرد. اندکی پس از آن، ساخت خانه‌های آن در سطح بین‌المللی، به ویژه در خاورمیانه، اروپای قاره‌ای و ایالات متحده آمریکا، رشد کرد. در حالی که اواخر دهه ۱۹۹۰ زمان گسترش سریع این شرکت بود، سودآوری آن کاهش یافت و منجر به از دست دادن شغل و واگذاری بخش ساخت و ساز آن به شرکت اورورک در سال ۲۰۰۱ شد، در حالی که بخش‌های توسعه املاک به گروه کیر فروخته شد و بازوی ساخت خانه آن نیز در سال بعد به جورج ویمپی واگذار شد. گروه جان لینگ به جای ساخت و ساز، بر فرصت‌های مشارکت عمومی-خصوصی تمرکز کرد.
در دسامبر ۲۰۰۶، شرکت جان لینگ توسط گروه هندرسون خریداری شد. یک سال بعد، بخش ریل لینگ که سهامی در راه‌آهن چیلترن، عملیات راه‌آهن زمینی لندن و رکسهام و شروپ‌شایر داشت، به دویچه بان فروخته شد. جان لینگ بخشی از کنسرسیوم قطارهای چابک بود که در سال ۲۰۱۲ قرارداد برنامه بین شهری اکسپرس به آن اعطا شد. در اکتبر ۲۰۱۳، این شرکت کسب و کار مدیریت تأسیسات خود را به شرکت کاریلیون فروخت. صندوق زیست‌محیطی جان لینگ در سال ۲۰۱۴ تأسیس شد. در فوریه ۲۰۱۵، این شرکت دوباره در بورس اوراق بهادار لندن فهرست شد. در سپتامبر ۲۰۲۱، کوهلبرگ کراویس رابرتس خرید گروه جان لینگ را تکمیل کرد.